# Dinocheirus tenoch
Dinocheirus tenoch är en spindeldjursart som beskrevs av Chamberlin 1929. Dinocheirus tenoch ingår i släktet Dinocheirus och familjen blindklokrypare. Inga underarter finns listade i Catalogue of Life.